# Heizmannia kana
Heizmannia kana är en tvåvingeart som beskrevs av Tanaka, Mizusawa och Saugstad 1979. Heizmannia kana ingår i släktet Heizmannia och familjen stickmyggor. Inga underarter finns listade i Catalogue of Life.